# Anka Khristolova
Anka Tomova Khristolova (búlgar: Анка Томова Христолова) (12 de gener de 1955, Koprivlen) és una exjugadora de voleibol de Bulgària. El seu cognom de casada va ser primer Uzunova (Узунова) i després Tomova (Томова). Va ser internacional amb la Selecció femenina de voleibol de Bulgària. Va competir en els Jocs Olímpics d'Estiu de 1980 a Moscou en els quals va guanyar la medalla de bronze i va jugar els cinc partits.